# 宋建
宋建（？—214年），凉州之乱的地方割据军阀，东汉末年隴西郡枹罕縣（今甘肃临夏）人。一作宋扬、宗建、朱建。

## 生平
中平元年（184年）黄巾军起事后，宋扬、边允、韩约、北宫伯玉、马腾等据凉州大乱。边允、韩约因被地方通缉，改名边章、韩遂，宋扬或因同样原因改名宋建。他据枹罕，自号“河首平汉王”，改年号，置百官，割据三十余年。建安十九年（214年）十月，权臣魏公曹操派遣夏侯渊自兴国讨宋建，围枹罕，攻克，斩杀宋建。夏侯渊遣张郃等渡黄河，入小湟中，河西诸羌皆降，陇右平定。曹操下令道：“宋建造为乱逆三十余年，渊一举灭之，虎步关右，所向无前。仲尼（孔子）有言：‘吾与尔不如也。’（宋建造乱已经三十多年，夏侯渊一举消灭他们，像老虎般进步关右，所向无前。仲尼（孔子）有句说话：‘我与你也不及。’ ）”